# Brickleberry
Brickleberry ist eine US-amerikanische Zeichentrickserie für Erwachsene. Sie wurde von Roger Black und Waco O’Guin erdacht und lief von September 2012 bis April 2015 auf dem US-Kabelsender Comedy Central. In Deutschland wird sie seit Februar 2014 auf ProSieben Fun (Pay-TV) und ProSieben Maxx (Free-TV) ausgestrahlt. Zudem wird die Serie seit Februar 2016 auch auf ProSieben (Free-TV) gesendet. In der Schweiz wird sie seit Oktober 2015 auf Puls 8 gezeigt.
Die Comedyserie wird geprägt durch einen Humor, der laut Kritikern besonders anstößig und tabulos sein will.
Mehrere Charaktere von Brickleberry wurden von den Produzenten abgewandelt in die Serie Paradise PD übernommen.

## Handlung
Brickleberry spielt im gleichnamigen fiktiven Nationalpark und beschäftigt sich mit dem Leben der dortigen Park Ranger. Die Handlungsbögen der einzelnen Episoden werden meist um ein zu Beginn der Episode mit dem Park auftretendes Problem gespannt, welches sich anfangs verschlimmert, aber zum Schluss gelöst wird.

## Charaktere
Steve Williams
Der Ranger ist zwar sehr pflichtbewusst und engagiert, aber genauso inkompetent und dumm. Sein Eingreifen verursacht häufig Katastrophen. Ihm geht es hauptsächlich darum, zum Ranger des Monats gekürt zu werden.
Ethel Anderson
Die außerordentlich hübsche Ethel ist eine versierte Wildhüterin und Tierfreundin. Jedoch macht ihr ein schweres Alkoholproblem zu schaffen.
Woody Johnson
Der Chef des Nationalparks. Er ist ein ehemaliger Militäroffizier und Pornodarsteller sowie geisteskrank.
Denzel Jackson
Der beste Freund von Steve. Der Ranger ist Afroamerikaner, faul, und hasst die Natur. Seine große Leidenschaft ist Sex mit alten Frauen.
Connie Cunaman
Eine Lesbe mit geringem Selbstvertrauen, die von den anderen gemobbt wird. Sie ist die Stärkste der Rangers und obsessiv in Ethel verliebt.
Malloy
Ein sprechendes Bärenjunges, das bei Woody lebt. Er ist stets schlechtgelaunt und macht gehässige Sprüche über die anderen. Seine Leidenschaft sind Computerspiele.

## Synchronisation
Die deutsche Synchronisation übernahm die Scalamedia GmbH unter der Dialogregie von Alexander Brem, der auch die Dialogbücher schrieb.
| Rolle          | Originalsprecher                                         | Synchronsprecher                                           |
| -------------- | -------------------------------------------------------- | ---------------------------------------------------------- |
| Steve Williams | David Herman                                             | Mike Carl                                                  |
| Ethel Anderson | Kaitlin Olson (Staffel 1) Natasha Leggero (ab Staffel 2) | Caroline Combrinck                                         |
| Woody Johnson  | Tom Kenny                                                | Thomas Albus                                               |
| Denzel Jackson | Jerry Minor                                              | Philipp Brammer (Staffel 1–2) Patrick Schröder (Staffel 3) |
| Connie Cunaman | Roger Black                                              | Gudo Hoegel                                                |
| Malloy         | Daniel Tosh                                              | Nils Dienemann                                             |